# Ludowika Jakobsson
Ludowika Jakobsson (n. 25 iulie 1884, Potsdam, Imperiul German – d. 1 noiembrie 1968, Helsingfors, Finlanda) a fost o patinatoare artistică ce a reprezentat Finlanda, medaliată olimpică. A participat la 3 ediții ale Jocurilor Olimpice (1920, 1924, 1928) în care a câștigat o medalie de aur și o medalie de argint.